# Acrotomodes polla
Acrotomodes polla är en fjärilsart som beskrevs av Druce 1892. Acrotomodes polla ingår i släktet Acrotomodes och familjen mätare. Inga underarter finns listade i Catalogue of Life.